# アリシドン
アリシドン（Alycidon、1945年 - 1963年）とはイギリスの競走馬である。大馬産家として知られる第17代ダービー伯爵エドワード・スタンリー最後の傑作であり、長距離三冠に勝つなど活躍、20世紀の最強ステイヤーとしての声も高い。種牡馬としても成功した。

## 経歴
16.5ハンド（約168センチメートル）の雄大な馬体を誇っていたが、反面仕上がりが遅かった。1947年の秋に競走馬としてデビューしたが2戦してともに着外に終わった。翌1948年の初戦も着外に終わったが、2戦目のクラシックトライアルステークスを優勝し初勝利を挙げた。管理調教師のウォルター・アールはこの年の春にはクラシックへ出走させない方針をとった。2000メートル以上のレースを5戦して3勝（ロイヤルスタンドステークス、プリンセスオブウェールズステークス、セントジョージステークス）という成績を残し、9月にイギリスクラシック三冠最終戦のセントレジャーステークスに出走。ブックメーカーが提示したオッズは14頭中6番目（20:1）であったが、2着に健闘した。その後アリシドンはジョッキークラブステークス、キングジョージ6世ステークスを連勝し、10戦6勝でこの年のシーズンを終えた。この年、アリシドンはジョッキークラブが発表した3歳フリーハンデでセントレジャーステークス優勝馬のブラックターキンに次ぐ第2位に格付けされた。
翌1949年、アリシドンはステイヤーとしての本領を発揮し始めた。オーモンドステークス（2800メートル）、コーポレーションステークス（3600メートル）を連勝した後、6月に当時のイギリスにおいてクラシックに次いで重要視されていたゴールドカップ（4000メートル）に出走。ブックメーカーが提示したオッズは5:4（2.25倍）でブラックターキン（1:1、2倍）のほうが低かったが、レースでは同馬に5馬身の着差をつけて優勝した。翌7月のグッドウッドカップ（4200メートル）でもブラックターキンに先着し優勝。9月になり、アリシドンは当時のイギリスにおいてゴールドカップ、グッドウッドカップとともに「長距離三冠競走」の一つであったドンカスターカップに出走。2着馬に8馬身の着差をつけ優勝し、1879年のアイソノミー以来70年ぶりに長距離三冠を達成した。アリシドンはこの競走を最後に競走馬を引退し、種牡馬となった。
引退後はダービー伯爵のウッドランド牧場で種牡馬として供用され1955年には産駒のメルドがイギリス牝馬クラシック三冠を達成する活躍を見せ、イギリスリーディングサイアーに輝いた。アリシドンは父のドナテッロや祖父のブランドフォードに似て交尾への意欲が極めて低い馬であった。晩年は受胎率も低下し、1963年に株所有者の話し合いによってシンジケートが解散された。その直後の同年9月10日、アリシドンはウッドランド牧場において銃殺された。

## 主な産駒
- メルド（イギリス牝馬クラシック三冠）
- アルサイド（セントレジャーステークス、キングジョージ6世&クイーンエリザベスステークス）
- ホームワンドバウンド（オークス、本邦輸入種牡馬スイフトスワローの母）
- トワイライトアレイ（英語版）（アスコットゴールドカップ）
- アルメリア（ヨークシャーオークス）
- ハイパーチ（ウインストンチャールズステークス）

## ブルードメアサイアーとしての主な産駒
- ネバートゥーレイト（英語版）（1000ギニー、オークス）

## 血統表
| アリシドンの血統       | アリシドンの血統                                                                       | アリシドンの血統                                                                       | （血統表の出典）                                                                       | （血統表の出典） |
| 父系                   | ブレニム系                                                                             | ブレニム系                                                                             | ブレニム系                                                                             | [ § 2 ]          |
| 父 Donatello 1934 栗毛 | 父の父Blenheim 1927 黒鹿毛                                                             | Blandford                                                                              | Swynford                                                                               | Swynford         |
| 父 Donatello 1934 栗毛 | 父の父Blenheim 1927 黒鹿毛                                                             | Blandford                                                                              | Blanche                                                                                |                  |
| 父 Donatello 1934 栗毛 | 父の父Blenheim 1927 黒鹿毛                                                             | Malva                                                                                  | Charles o'Malley                                                                       | Charles o'Malley |
| 父 Donatello 1934 栗毛 | 父の父Blenheim 1927 黒鹿毛                                                             | Malva                                                                                  | Wild Arum                                                                              |                  |
| 父 Donatello 1934 栗毛 | 父の母Delleana 1925 栗毛                                                               | Clarissimus                                                                            | Radium                                                                                 | Radium           |
| 父 Donatello 1934 栗毛 | 父の母Delleana 1925 栗毛                                                               | Clarissimus                                                                            | Quintessence                                                                           |                  |
| 父 Donatello 1934 栗毛 | 父の母Delleana 1925 栗毛                                                               | Duccia di Buoninsegna                                                                  | Bridge of Earn                                                                         | Bridge of Earn   |
| 父 Donatello 1934 栗毛 | 父の母Delleana 1925 栗毛                                                               | Duccia di Buoninsegna                                                                  | Dutch Mary                                                                             |                  |
| 母 Aurora 1936 栗毛    | 母の父Hyperion 1930 栗毛                                                               | Gainsborough                                                                           | Bayardo                                                                                | Bayardo          |
| 母 Aurora 1936 栗毛    | 母の父Hyperion 1930 栗毛                                                               | Gainsborough                                                                           | Rosedrop                                                                               |                  |
| 母 Aurora 1936 栗毛    | 母の父Hyperion 1930 栗毛                                                               | Selene                                                                                 | Chaucer                                                                                | Chaucer          |
| 母 Aurora 1936 栗毛    | 母の父Hyperion 1930 栗毛                                                               | Selene                                                                                 | Serenissima                                                                            |                  |
| 母 Aurora 1936 栗毛    | 母の母Rose Red 1924 栗毛                                                               | Swynford                                                                               | John o'Gaunt                                                                           | John o'Gaunt     |
| 母 Aurora 1936 栗毛    | 母の母Rose Red 1924 栗毛                                                               | Swynford                                                                               | Canterbury Pilgrim                                                                     |                  |
| 母 Aurora 1936 栗毛    | 母の母Rose Red 1924 栗毛                                                               | Marchetta                                                                              | Marco                                                                                  | Marco            |
| 母 Aurora 1936 栗毛    | 母の母Rose Red 1924 栗毛                                                               | Marchetta                                                                              | Hettie Sorrel                                                                          |                  |
| 母系(F-No.)            | 1号族(FN:1-w)                                                                          | 1号族(FN:1-w)                                                                          | 1号族(FN:1-w)                                                                          | [ § 3 ]          |
| 5代内の近親交配        | Swynford：M3×S4=18.75%, Canterbury Pilgrim：M4×S5×M5=12.50%, St. Frusquin：S5×M5=6.25% | Swynford：M3×S4=18.75%, Canterbury Pilgrim：M4×S5×M5=12.50%, St. Frusquin：S5×M5=6.25% | Swynford：M3×S4=18.75%, Canterbury Pilgrim：M4×S5×M5=12.50%, St. Frusquin：S5×M5=6.25% | [ § 4 ]          |
| 出典                   | 1. 2. 3. 4.                                                                            | 1. 2. 3. 4.                                                                            | 1. 2. 3. 4.                                                                            | 1. 2. 3. 4.      |

母Auroraは8戦1勝ながら1000ギニー2着など